# 363115 Chuckwood
363115 Chuckwood este o planetă minoră (asteroid) din centura de asteroizi. A fost descoperită pe 22 martie 2001 la Observatorul Național Kitt Peak de Q56701817⁠(d). 
Obiectul prezintă o orbită caracterizată de o semiaxă mare de 3,14853806152 UAi, o excentricitate de 0,18, o înclinație de 1,1 ° în raport cu ecliptica.